# Valaris
Valaris Limited er en multinational amerikansk oliefeltservicevirksomhed med hovedkvarter i Houston, Texas, og som er registreret i Bermuda. Virksomheden er engageret i offshore-boring og brønd-boring. De ejer 52 platforme (36 off-shore boreplatforme, 11 boreskibe og 5 halv-flytbare platforme).
I 2022 var deres største kunde olieselskabet BP (15% af omsætning).
I 1975, efter oliekrisen, købte John R. Blocker boreselskabet Choya Energy i Alice, Texas og navngav det Blocker Energy.